# Hans-Georg Maaßen
Hans-Georg Maaßen (nacido el 24 de noviembre de 1962 en Mönchengladbach) es un funcionario y abogado alemán. Del 1 de agosto de 2012 al 8 de noviembre de 2018,se desempeñó como presidente de la Oficina Federal para la Protección de la Constitución, la agencia de seguridad interior de Alemania y una de las tres agencias que conforman la Comunidad de Inteligencia alemana.Fue destituido de su cargo federal en 2018 tras realizar comentarios controvertidos que exoneraban la violencia de extrema derecha, alegando posteriormente que fue víctima de una conspiración de extrema izquierda.
En 2021, Maaßen fue seleccionado como candidato de la Unión Demócrata Cristiana (CDU). Es uno de los fundadores y, desde enero de 2023, también presidentede la Unión de Valores, una asociación registrada alemana que en 2024 se convirtió en partido político y que está compuesta principalmente por miembros más conservadores de la CDU.

## Vida y carrera
Maaßen nació el 24 de noviembre de 1962 en Mönchengladbach.Se unió a la Unión Demócrata Cristiana (CDU) a los 16 años. Estudió Derecho y redactó una tesis doctoral sobre el estatus legal de los solicitantes de asilo en el Derecho Internacional.
En 1991, comenzó a trabajar en el Ministerio del Interior de Alemania. El 18 de julio de 2012, el gabinete de Alemania nombró a Maaßen para sustituir a Heinz Fromm como presidente de la Oficina Federal para la Protección de la Constitución.Varios meses después, prestó juramento para este cargo.El 18 de septiembre de 2018, se acordó ascender a Maaßen a un puesto dentro del Ministerio del Interior y relevarlo de sus funciones anteriores una vez que se hubiera designado a un sucesor para su cargo.Sin embargo, tras diversas declaraciones críticas hacia el gobierno alemán, fue puesto en “retiro anticipado” el 8 de noviembre de 2018.
En abril de 2021, Maaßen fue seleccionado como candidato de la CDU para la circunscripción de Suhl – Schmalkalden-Meiningen – Hildburghausen – Sonneberg en las elecciones federales alemanas de 2021.Fue derrotado por el socialdemócrata Frank Ullrich.

## Controversia

### Revelaciones de vigilancia masiva de 2013
Durante las revelaciones de vigilancia masiva de 2013, medios alemanes informaron que Maaßen visitó la sede de la Agencia de Seguridad Nacional de Estados Unidos (NSA) en enero y mayo. Según documentos clasificados del gobierno alemán, Maaßen había acordado transferir todos los datos recopilados por la Oficina Federal para la Protección de la Constitución a través de XKeyscore a la NSA.

### Asunto Snowden
En junio de 2016, cuestionó si Edward Snowden estaba trabajando para la inteligencia rusa, y Snowden le envió una respuesta sarcástica en alemán. 
Ob Maaßen Agent des SVR oder FSB ist, kann derzeit nicht belegt werden. (Si Maaßen es un agente del SVR o del FSB, no puede determinarse actualmente).
La cooperación con el FSB también había sido sugerida por Oleg Kalugin, al menos desde la llegada de Snowden a Rusia.

### Protestas en Chemnitz y jubilación
Después de las protestas de Chemnitz en 2018, durante varias semanas la política y los medios se centraron en un video donde un hombre vestido de negro sale de una multitud enfadada y corre brevemente tras otro hombre. Algunas fuentes afirman que la persona perseguida es de origen afgano.
En respuesta al video, Maaßen causó controversia ya que algunas fuentes afirmaban que una multitud enfadada había "cazado" a personas con apariencia extranjera. En una entrevista con Bild, Maaßen cuestionó si existía alguna prueba creíble de tales "cacerías" y declaró que su agencia de seguridad, de hecho, no había visto ninguna evidencia de ese tipo. Maaßen no ofreció ninguna razón para cuestionar la narrativa ampliamente aceptada de lo ocurrido en Chemnitz.
Las declaraciones de Maaßen, que parecían socavar la credibilidad de los medios y de instituciones políticas como la que él representaba, provocaron pedidos de su destitución en todo el espectro político (excepto la AfD).Después de que Maaßen fuera convocado a explicar su comportamiento ante una comisión parlamentaria, el SPD pidió a Angela Merkel que lo destituyera de inmediato.Esta situación pudo haber escalado a una crisis dentro del Cuarto Gabinete Merkel, ya que el ministro responsable, el ministro del Interior Horst Seehofer, continuó apoyando a Maaßen en medio del conflicto. Para resolver la situación, el 18 de septiembre de 2018 se llegó a un acuerdo para trasladar a Maaßen de su cargo como presidente de la Oficina Federal para la Protección de la Constitución a un puesto como secretario de estado en el ministerio de Seehofer. Según informes de los medios, esta nueva posición tendría un nivel salarial más alto.Sin embargo, esta solución propuesta causó más indignación entre el público alemán y miembros del SPD, quienes no aceptaron lo que en la práctica sería un ascenso para Maaßen. Una renegociación dentro del gobierno terminó el 23 de septiembre de 2018 con el anuncio de que Maaßen sería ahora un "asesor" en el ministerio del Interior y que ya no recibiría un aumento salarial.
Poco después de la controversia de Chemnitz, Maaßen causó otro escándalo con su discurso de despedida de la Oficina Federal para la Protección de la Constitución. Según una copia de este discurso filtrada al público a principios de noviembre de 2018, en él Maaßen se presentó como víctima de una conspiración de fuerzas "radicalmente de izquierda" en el gobierno alemán en su contra, debido a su crítica a las políticas "ingenuas" y "de izquierda" en materia de seguridad y migración del gobierno. El 5 de noviembre, como resultado, el ministro del Interior Horst Seehofer concluyó que ya no era posible mantener una relación de confianza con Maaßen y pidió al presidente Frank-Walter Steinmeier que lo jubilara anticipadamente.

### Radicalización
Después de salir de la BfV, Maaßen se radicalizó, usando cada vez más terminología de extrema derecha sobre el "globalismo", un "Nuevo Orden Mundial" y el "Gran Reinicio".En 2019, dijo al periódico suizo Neue Zürcher Zeitung que el término teoría conspirativa había sido "inventado por ciertos servicios de inteligencia extranjeros" para "desacreditar a los oponentes políticos". Describió las medidas de salud pública en Alemania contra la pandemia de COVID-19 como "los crímenes contra los derechos humanos más graves que hemos experimentado". En 2021, de, jefe del servicio de inteligencia estatal en Turingia y exsecretario general del Consejo Central de Judíos en Alemania, lo acusó de usar "estereotipos antisemitas clásicos".
En una investigación sobre un complot de extrema derecha en diciembre de 2022 para asaltar el Bundestag e instaurar un nuevo Reich, las fuerzas de seguridad encontraron mensajes de texto entre Maaßen y miembros de la dirección del movimiento Reichsbürger, incluyendo uno que decía: "Tenemos que seguir luchando".Colaboró con el sitio web austríaco de teorías conspirativas AUF1 y el canal de YouTube Hallo Meinung, además de aparecer en RT Deutsch.

### Candidatura al Bundestag y expulsión de la CDU
La selección de Maaßen como candidato de la CDU para las elecciones federales de 2021 generó controversia tanto dentro como fuera del partido. Los Verdes y el SPD criticaron la decisión,mientras que la funcionaria de la CDU Serap Güler y la ministra estatal Karin Prien expresaron su indignación. Prien describió a Maaßen como un "actor marginal en el espectro democrático, con quien la mayoría de los demócrata-cristianos tienen poco en común". El secretario del partido, Paul Ziemiak, afirmó que el partido espera "una clara diferenciación de la AfD" por parte de sus candidatos.Maaßen declaró que buscaba captar votantes de Alternativa para Alemania, así como a votantes de protesta y a quienes no votan.
La ambientalista Luisa Neubauer lo acusó de antisemitismo y racismo en mayo de 2021, y la presentadora de televisión Anne Will respondió que “lo que está claro es que él ha difundido regularmente, y durante mucho tiempo, antisemitismo y otra agitación”.En julio, la organización no gubernamental Campact anunció una campaña para impedir que Maaßen fuera elegido.Maaßen fue derrotado en la elección por mandato directo en la circunscripción de Turingia Suhl – Schmalkalden-Meiningen – Hildburghausen – Sonneberg por el socialdemócrata Frank Ullrich. Como no estaba en la lista del partido CDU en Turingia, no logró ser elegido para el Bundestag.
En enero de 2023, tuiteó que la dirección de "las fuerzas impulsoras en la esfera política mediática" es un "racismo eliminatorio contra los blancos y el ardiente deseo de que Alemania desaparezca." Como resultado, la CDU aprobó por unanimidad una resolución pidiéndole que abandonara el partido y en una entrevista habló de una "teoría racial verde-izquierdista" que presenta a "los blancos como inferiores" y promueve "la inmigración de hombres árabes y africanos". El líder de la CDU, Friedrich Merz, dijo: “Su lenguaje y el cuerpo de ideas que expresa con él no tienen lugar en la CDU. Se ha llegado al límite”. Maaßen respondió: "Lo que dije no fue racista, sino lo que muchas personas piensan. Rechazo las posiciones ideológicas que exigen la extinción de los 'pan blanco' —los que tienen piel blanca— mediante la inmigración masiva".

### Proceso de investigación
A principios de 2024, Maaßen reveló que estaba bajo investigación por parte de la BfV. Acusó a la ministra del Interior, Nancy Faeser, de utilizar los servicios de inteligencia contra opositores políticos. La BfV describió su aparente creencia en teorías conspirativas de extrema derecha y antisemitas, su retórica antiinmigrante y su simpatía por el movimiento Reichsbürger de extrema derecha como razones para la investigación.Maaßen presentó una denuncia contra la BfV en abril de 2024, lo que obligó al servicio a entregar extractos de sus hallazgos a los abogados de Maaßen a mediados de 2025 para probar una postura anticonstitucional. Los documentos de la BfV se centraron en que Maaßen consideraba al presidente de Estados Unidos, Joe Biden, aparentemente no apto para el cargo en entrevistas desde julio de 2024, y preguntaba quién estaba realmente al mando en Estados Unidos. Esto fue interpretado como la difusión de teorías conspirativas por parte de los analistas de la BfV.

## Unión de Valores
Maaßen es una figura importante detrás de la Unión de Valores (en alemán: WerteUnion), una asociación registrada en Alemania.
La Unión de Valores fue fundada en 2017 e incluía principalmente a miembros de la CDU que buscaban restablecer las raíces conservadoras de su partido. El comité ejecutivo de la CDU no reconoció a la Unión de Valores como una subdivisión del partido. Los críticos acusaron a la Unión de estar cercana a Alternativa para Alemania (AfD).En ese entonces, el pequeño grupo se oponía a los enfoques de Angela Merkel respecto a la crisis migratoria europea de 2015. Maaßen se negó a descartar posibles coaliciones con la AfD a mediano plazo. La resolución de 2019 del presidium y comité ejecutivo de la CDU, relacionada con el asesinato de Walter Lübcke, acusó indirectamente a Maaßen y a la Unión de Valores de complicidad: "Quien apoye a la AfD debe saber que está envenenando el clima social y brutalizando el discurso político". En ese momento, las declaraciones del liderazgo de la CDU podrían haberse interpretado como un apoyo a la expulsión de Maaßen del partido.
Maaßen fue elegido presidente de la Unión de Valores en enero de 2023, luego de que Max Otte renunciara al cargo tras aceptar postularse como candidato de la AfD para presidente de Alemania en 2022.La dirección federal de la CDU inició el proceso de expulsión de Maaßen en febrero de 2023.A principios de 2024, Maaßen anunció una votación entre los miembros de la asociación para convertir a la Unión de Valores en un partido político que adopte una postura antiinmigración.